# Wayne Baker

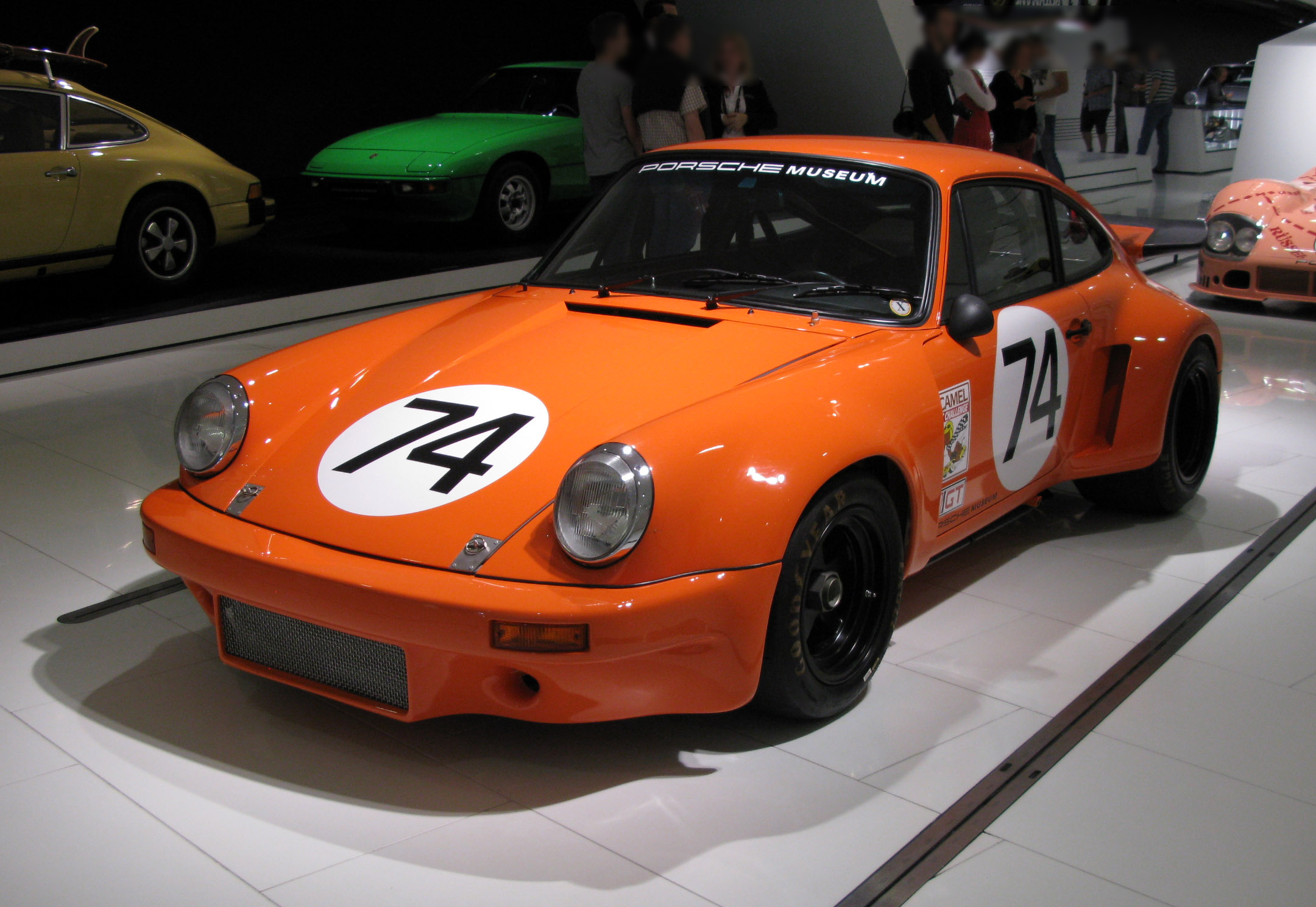
Auf einem Porsche 934 gewann Wayne Baker das 12-Stunden-Rennen von Sebring 1983

Wayne Baker (* 18. Dezember 1941 in Eugene) ist ein ehemaliger US-amerikanischer Unternehmer und Autorennfahrer.

## Unternehmer
Nach einer Ausbildung zum Kraftfahrzeugmechaniker kam Wayne Baker 1963 zu Porsche Nordamerika und absolvierte dort mehrere Ausbildungsprogramme. 1974 eröffnete unter der Firmenbezeichnung Personalized Autohaus Inc. eine eigene Porsche-Vertretung in San Diego.

## Karriere als Rennfahrer
Wayne Baker war zwischen 1979 und 1985 als Fahrer aktiv. Die für die Rennteilnahmen notwendigen Einsatzfahrzeuge ließ er in der Werkstatt des eigenen Unternehmens präparieren. Er startete vor allem bei ausgewählten Rennen der IMSA-GTP-Serie sowie mehrmals beim 24-Stunden-Rennen von Daytona und dem 12-Stunden-Rennen von Sebring. Höhepunkt seiner Karriere war der Gesamtsieg beim 12-Stunden-Rennen von Sebring 1983, gemeinsam mit Jim Mullen und Kees Nierop im Porsche 934. Ein weiterer Erfolg war sein Sieg beim 45-Minuten-Rennen von Sears Point 1981, einem Wertungslauf der IMSA-GTP-Serie dieses Jahres.

## Statistik

### Sebring-Ergebnisse
| Jahr | Team                  | Fahrzeug       | Teamkollege    | Teamkollege   | Platzierung | Ausfallgrund |
| ---- | --------------------- | -------------- | -------------- | ------------- | ----------- | ------------ |
| 1979 | Personalized Porsche  | Porsche 914/4  | Robert Kirby   | Tom Winters   | Rang 20     |              |
| 1980 | Personalized Porsche  | Porsche 914/4  | Jeff Scott     | Dan Gilliland | Rang 27     |              |
| 1981 | Personalized Autohaus | Porsche 914/6  | Robert Overby  | Dan Gilliland | Ausfall     | Motorschaden |
| 1983 | Personalized Autohaus | Porsche 934    | Kees Nierop    | Jim Mullen    | Gesamtsieg  |              |
| 1984 | Hino Truck            | Porsche 935 K3 | Tom Blackaller | Jim Mullen    | Rang 4      |              |

### Einzelergebnisse in der Sportwagen-Weltmeisterschaft
| Saison | Team                  | Rennwagen   | 1   | 2   | 3   | 4   | 5   | 6   | 7   | 8   | 9   | 10  | 11  | 12  | 13  | 14  | 15  | 16  | 17  |
| ------ | --------------------- | ----------- | --- | --- | --- | --- | --- | --- | --- | --- | --- | --- | --- | --- | --- | --- | --- | --- | --- |
| 1979   | Personalized Porsche  | Porsche 914 | DAY | SEB | MUG | TAL | DIJ | RIV | SIL | NÜR | LEM | PER | DAY | WAT | SPA | BRH | ROA | VAL | ELS |
| 1979   | Personalized Porsche  | Porsche 914 |     | 20  |     |     |     | DNF |     |     |     |     |     |     |     |     | 25  |     |     |
| 1980   | Personalized Porsche  | Porsche 914 | DAY | BRH | SEB | MUG | MON | RIV | SIL | NÜR | LEM | DAY | WAT | SPA | MOS | ROA | VAL | DIJ |     |
| 1980   | Personalized Porsche  | Porsche 914 | 19  |     | 27  |     |     |     |     |     |     |     |     |     |     | 26  |     |     |     |
| 1981   | Personalized Autohaus | Porsche 914 | DAY | SEB | MUG | MON | RIV | SIL | NÜR | LEM | PER | DAY | WAT | SPA | MOS | ROA | BRH |     |     |
| 1981   | Personalized Autohaus | Porsche 914 | DNF | DNF |     |     | 26  |     |     |     |     |     |     |     | DNF | 11  |     |     |     |